# Säteri
För ishockeymålvakten, se Harri Säteri.

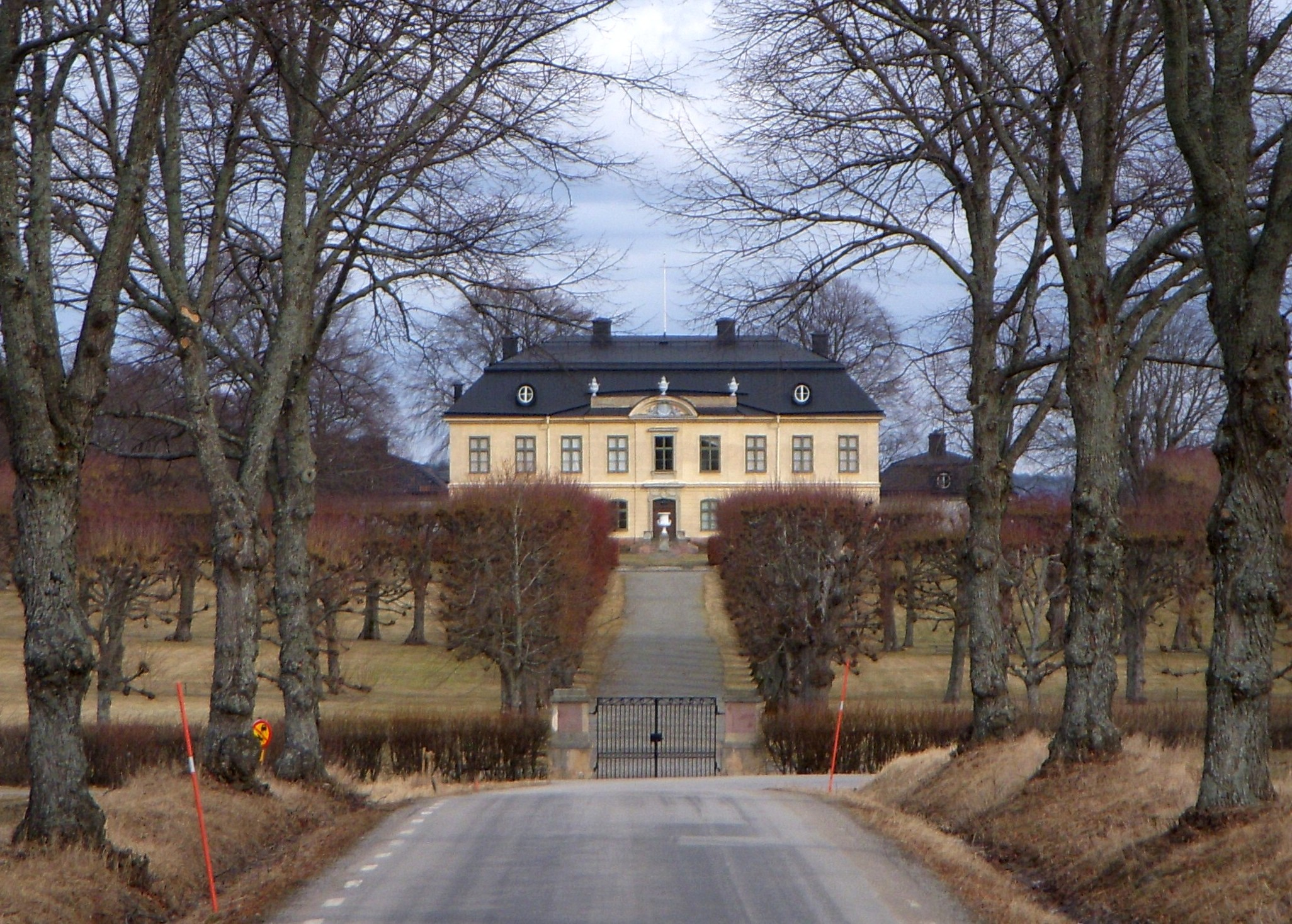
Sturehov, ett historiskt stort säteri i Botkyrka kommun.

Ett säteri är i nutida språkbruk en större herrgård. Fram till 1810 var säterier skattebefriade, och innehavet ett privilegium för adeln. Begreppet sätesgård var en synonym, som successivt föll ur bruk. Båda orden avsåg ursprungligen godset, snarare än huset, men redan på 1600-talet var en ståndsmässig byggnad ett krav för skattebefrielse. Skapandet av nya säterier förbjöds 1686.
I Sverige blev det efter 1809 möjligt för icke adliga att köpa skattebefriade frälsegods – i Storfurstendömet Finland efter 1864. 
Sedan adelsprivilegierna och grundskatterna avskaffats har säterier i strikt juridisk mening upphört att existera.

## Historik

### Medeltiden
Ett stort antal skattebefriade sätesgårdar är kända från och med 1200-talet, då ett världsligt frälse började framträda i Sverige. Antalet sätesgårdar beräknas under senmedeltiden ha varit närmare 500 och vid 1500-talets mitt omkring 370. En medeltida sätesgård skilde sig oftast inte utseendemässigt från en välbärgad skattebondes gård. Särskilt i Småland och Västergötland, där det lågfrälse inslaget dominerade, var sätesgårdarna tämligen enkelt byggda med vanliga knuttimrade trähus. Någon medeltida sätesgårdshuvudbyggnad av trä finns inte bevarad.

#### Fasta hus
Högfrälsets befästa sätesgårdar, även benämnda fasta hus, kunde vara byggda av sten samt vara försedda med vallgravar och andra försvarsanordningar. Uppförande av sådana förbjöds under Kalmarunionen. Förbudet var i kraft 1396–1483. Välbevarade medeltida fasta hus är till exempel Glimmingehus i Skåne och Torpa vid sjön Åsunden i Västergötland.

### 1500-talet
I samband med Erik XIV:s kröning 1561 utfärdades särskilda bestämmelser gällande sätesgårdar, och man börjar från den tiden också använda ordet säteri för dem. Genom särskilda adelsprivilegier utfärdade 1569, 1612 och 1644 skapades successivt ett strikt regelverk för hur säterier skulle vara byggda. Kraven på ståndsmässighet blev uttalade och formaliserade. Man kan enkelt uttryckt säga att begreppet sätesgård hör samman med det medeltida frälset medan säteri är kopplat till adelsprivilegierna från tiden efter Gustav Vasas regeringstid. 
Säterier blev genom dessa privilegier en så kallad kameral jordnatur, närmre bestämt sådan frälsejord som var befriad från all skattskyldighet till kronan. I denna mer exakta betydelse används ordet säteri dock mycket sällan numera, vilket beror på att de kamerala jordnaturerna och de på dem baserade grundskatterna (som bland annat finansierade Indelningsverket) avskaffades åren 1893–1904. Ett säteri skulle enligt dessa regler omfatta minst 2 mantal jord som brukades direkt under säteriet, utöver den jord som brukades av eventuella frälsebönder. Skattemässigt skiljdes mellan jord som låg direkt underlagt säteriet, jord inom säteriets rå och rör, inom godsets ägor men brukades av frälsebönder och frälsejord som lydde under säteriet men låg längre bort från gården.

### Stormaktstiden
Under 1600-talets stormaktsexpansion byggdes säterier i stort antal. Som den främsta förebilden för en högadlig säteribyggnad tjänade Axel Oxenstiernas gård Fiholm, Södermanland, byggd efter franska och holländska förebilder av Simon de la Vallée. En medeltida sätesgårds byggnader stod i princip på de platser i terrängen som var lämpligast att bygga på medan det karakteristiska 1600-talssäteriet hade huvudbyggnad och flyglar byggda i räta vinklar mot varandra.

### Frihetsmilen
I riksrådet klagades det över att "många gör säteri med en halv tunna färg". Man kan säga att metoden var kostnadseffektiv. En adelsman hade nämligen rätten att frikalla alla sina landbor inom en mils omkrets, den så kallade frihetsmilen, från alla ordinarie skatter till kronan. Själva säteriet och de inom dess "rå och rör" (frälsejord som gränsade till säteriet) belägna hemmanen befriades även från extraordinarie pålagor och blev så kallat ypperligt frälse.

### Reduktionen
Genom Karl XI:s reduktion 1680 förändrades förutsättningarna radikalt. Det blev förbjudet att grunda nya säterier och de befintliga utsattes för noggranna rannsakningar. Många sätesgårdar dömdes då "under skatten" för att de inte var ståndsmässigt bebyggda, och konverterades till berustade säterier eller skattesäterier. I vissa fall visade de sig vara rena "papperssäterier", det vill säga att det inte ens hade gjorts något försök att bygga om gårdarna till säterier.

### Frihetstiden
Adelns ekonomiska maktställning hade försvagats under en längre tid och 1680 års beslut förstärkte den utvecklingen. Ståndsgränserna började också allt mer luckras upp, och många nya ätter hade adlats. Redan under 1600-talets första hälft finns åtskilliga exempel på ofrälse innehavare av frälsejord som byggde säteriliknande gårdar på sin mark. Fortfarande var dock skattelagstiftningen väldigt fördelaktig för adelsmän med säterier, så det var mycket vanligt med att borgerliga handelsmän hyrde en adelsman som bulvan i samband med säteriköp – adelsmannen fick stå som formell ägare med handelsmannens pengar.

### 1800-talet
Först efter avskaffandet av sätesfriheten 1810 börjar ägandet av säterierna i någon större utsträckning gå över i ofrälse händer. Under 1800-talet började också många säterier att ombildas till nya storgårdar, ibland benämnda plattgårdar. Frälsebönderna avhystes och ersattes med daglönare och statare.